# Franciszek Dardan
Franciszek Dardan, (fr.) François Dardan (ur. 13 czerwca 1733 w gminie Bajonna, zm. 2 września 1792 w Paryżu) – błogosławiony Kościoła katolickiego, męczennik, ofiara antykatolickich prześladowań okresu rewolucji francuskiej, prezbiter.
Sakrament święceń przyjął w 1762 roku i odtąd realizował swoje powołanie. Skierowany do pracy dydaktycznej wykładał w seminarium duchownym, a także kierował tą placówką jako jej dyrektor. Pełnił obowiązki spowiednika w kolegium św. Barbary.
Gdy w rewolucyjnej Francji nasiliło się prześladowanie katolików, aresztowano odmawiających złożenia przysięgi na cywilną konstytucję kleru. Jednym z przewiezionych przy tej okazji do paryskiego klasztoru karmelitów był Franciszek Dardan. 2 września 1792 roku został zamordowany w czasie masakry kierowanej przez komisarza Violette`a z rąk zgromadzonego tłumu. Ofiary mordu zostały pochowane w zbiorowych mogiłach na terenie cmentarza Vaugirard, część z nich wrzucono do studni klasztornej, a po ekshumacji w 1867 roku ich relikwie spoczęły w krypcie kościoła karmelitów.
Franciszek Dardan był jedną z ofiar tak zwanych masakr wrześniowych, w których zginęło 300 duchownych, ofiar nienawiści do wiary ((łac.) odium fidei).
Został beatyfikowany w grupie 191 męczenników z Paryża przez papieża Piusa XI 17 października1926.
Dzienna rocznica śmierci jest dniem, kiedy wspominany jest w Kościele katolickim.